# 牡丹街道 (菏泽市)
牡丹街道，是中华人民共和国山東省菏泽市牡丹区下辖的一个乡镇级行政单位。

## 行政区划
牡丹街道下辖以下地区：
国花社区、天香社区、百花社区、古园社区、桂陵社区、梅园社区、周花园社区、洪福社区、菊香社区、裕花园社区、明星社区、阳光社区、傲阳社区、春风社区、金钟社区、古月社区、彩虹社区、星辰社区、迎春社区、长虹社区、杨庄村、丁堂村、唐庄村、焦庄村、郭楼村、李洪周村、庞王庄村、大郭集村、朱管庄村、刘海村、孔花园村和大闫庄村。